# Great Courts 2
Great Courts 2 est un jeu vidéo de tennis développé par Blue Byte et édité par Ubi Soft. Il est sorti en 1991 sur Amiga, Atari ST et Windows.

## Accueil
- Tilt : 18/20 (version Amiga)[1]